# Graduation Day: Part 1 & 2
Graduation Day: Part 1 & 2 is de eenendertigste en tweeëndertigste aflevering van het zevende seizoen van het tienerdrama Beverly Hills, 90210, die voor het eerst werden uitgezonden op 21 mei 1997.

## Verhaal
Valerie baalt flink nu ze al haar geld kwijt is, maar ze baalt nog meer als het duidelijk wordt dat ze het huis uit moet nu Kelly en Brandon samen willen gaan wonen. Ze is dit niet van plan en vraagt Steve of hij voor haar wil pleiten bij Brandon. En als dit nog niet genoeg was hoort ze dat haar moeder niet komt op de diploma uitreiking. Ze hoort nu officieel van Brandon dat ze ander woonruimte moet gaan zoeken. Dit is de druppel en schrijft een afscheidsbrief die ze op haar slaapkussen legt en verlaat de woning om naar een hotel te gaan. Vlak bij het hotel is een klif die ze vroeger ook bezocht als ze depressief was. Ze staat aan de rand en overdenkt haar leven en wil hier een eind aan haar leven maken. Brandon vindt haar afscheidsbrief en wil haar gaan zoeken, hij moet snel zijn want de diploma uitreiking komt eraan. Met behulp van David vindt hij waar ze logeert in het hotel. Hij vindt haar aan de rand van de klif en wil met behulp van praten haar bewegen om terug te stappen. Zij wil dit pas doen als Brandon belooft dat zij niet hoeft te verhuizen. Na lang gepraat belooft hij dit en Valerie stapt terug, ze haasten zich beide naar de diploma uitreiking en komen er net op tijd aan.
Steve en Muntz vragen David of hij met zijn technische handen hen wil helpen met een oudejaars grap. Ze willen vuurwerk plaatsen dat afgaat bij de diploma uitreiking als ze hun diploma krijgen. David besluit om mee te doen, vooral omdat hij zich nooit heeft ingelaten met dit soort dingen. ’s Nachts gaan ze aan de slag en het gaat allemaal net goed en ze worden niet betrapt. Tijdens de diploma uitreiking zet Steve door middel van een afstandsbediening het vuurwerk in werking. Een hoop kabaal en licht komt tot ontploffing en iedereen schrikt hiervan maar ze krijgen toch de lachers op hun hand.
Milton neemt afscheid van zijn universiteit met een bijeenkomst van belangrijke mensen inclusief Brandon. Hij heeft het emotioneel zwaar en vertelt hen dat hij hun nooit zal vergeten. Clare heeft er ook moeilijk mee nu ze beseft dat zij haar vader zal moeten missen en vraagt zich af of zij de goede keus heeft gemaakt om te blijven. Later beseft ze dat zij haar vader niet kan missen en besluit om met haar vader mee te gaan naar Parijs. Steve is hier boos en teleurgesteld over maar beseft dat hij haar niet kan tegenhouden. Clare vraagt hem of hij met haar mee kan gaan maar Steve besluit hier te blijven.
Eindelijk is de grote dag aangebroken, de diploma uitreiking. Iedereen zijn familie is aanwezig. Ook die ze liever niet zien als bijvoorbeeld de vader van Kelly, waar zij nog steeds boos op is maar ze is wel blij dat haar halfzus Joy er is. De halfbroer van Steve, Ryan, is zeer gecharmeerd van Joy en andersom ook. De vriendengroep is nieuwsgierig wie een groot feest geeft aan alle vrienden en bekenden. Het blijkt Bill te zijn die dit voor zijn dochter Kelly heeft georganiseerd. Kelly is echter hier niet onder de indruk en denkt dat hij zo haar liefde wil afkopen. Ze gaan toch allemaal naar het feest, Kelly is ondertussen boos op Brandon omdat hij Valerie heeft beloofd dat zij mag blijven in het huis. Op het feest wil Bill met Kelly praten maar zij stuurt hem elke keer weg. Uiteindelijk praten ze toch en dan hoort Kelly dat Bill de gevangenis ingaat en dit feest kon geven na een afspraak met de FBI en justitie. Ze schrikt hiervan en krijgt dan toch medelijden met Bill. Steve en Valerie die allebei zich zielig voelen belanden samen in een verlaten kamer en hebben seks met elkaar waarvan ze later toch spijt van krijgen. Als het feest is afgelopen dan besluit Kelly om toch met Brandon mee te gaan naar zijn huis en wil toch proberen om samen met Valerie te gaan wonen in het huis van Brandon. Donna heeft een verrassing voor David als ze thuiskomen, zij heeft besloten om voor de eerste keer seks te hebben met David.
N.B. Dit is de laatste aflevering van Kathleen Robertson als Clare Arnold en Nicholas Pryor als Milton Arnold

## Rolverdeling
- Jason Priestley - Brandon Walsh
- Jennie Garth - Kelly Taylor
- Ian Ziering - Steve Sanders
- Brian Austin Green - David Silver
- Tori Spelling - Donna Martin
- Tiffani Thiessen - Valerie Malone
- Joe E. Tata - Nat Bussichio
- Kathleen Robertson - Clare Arnold
- Ann Gillespie - Jackie Taylor
- Michael Durrell - Dr. John Martin
- Matthew Laurance - Mel Silver
- Jed Allan - Rush Sanders
- Nicholas Pryor - Milton Arnold
- Katherine Cannon - Felice Martin
- Wesley Allen Gullick - Willie de kok
- Ryan Thomas Brown - Morton Muntz
- John Reilly - Bill Taylor
- Randy Spelling - Ryan Sanders
- Travis Wester - Austin Sanders
- Mercedes Kastner - Erin Silver
- Ruth Livier - Joy Taylor
- Erica Yohn - Adele Silver
- June Lockhart - Celia Martin
- The Cardigans - Zichzelf (muzikale gast)